# Fungia horrida
Fungia horrida är en korallart som beskrevs av James Dwight Dana 1846. Fungia horrida ingår i släktet Fungia och familjen Fungiidae. IUCN kategoriserar arten globalt som livskraftig. Inga underarter finns listade i Catalogue of Life.